# Душ Сантуш, Энрике
Энри́ке Душ Са́нтуш (порт. Henrique dos Santos), был известен как Энрикао (порт. Henricão; 30 августа 1933, Рио-де-Жанейро — 16 июля 2023) — бразильский футболист, играл на позиции защитника.

## Биография

### Игровая карьера
Начал карьеру в клубе «Португеза» из Рио-де-Жанейро.
В 1957 году Энрикао перешёл в клуб «Баия», в составе которого играл в течение 11 сезонов. В 1959 году в составе «Баии» выиграл чемпионат Бразилии и 5 титулов чемпионата Баии. Всего во всех турнирах сыграл за «трёхцветных» 590 матчей.

### Смерть
Скончался 16 июля 2023 года в Рио-де-Жанейро в возрасте 89 лет из-за проблем с сердцем. Он был последним живым на тот момент игроком «Баии», выигравшим чемпионский титул 1959 года.

## Достижения
«Баия»
- Чемпион Бразилии (1): 1959
- Чемпион штата Баия (5): 1958, 1959, 1960, 1961, 1962